# جزيرة زركوه
جزيرة إماراتية تتبع إمارة أبوظبي وتبعد عن مركز الإمارة بحوالي 140 كم، كما كانت الجزيرة في الماضي أحد المواقع المهمة للمغاصات اللؤلؤ ، يوجد بها حقل زاكوم النفطي. وينتج يوميا نحو 550 ألف برميل، كما يوجد في الجزيرة مساكن للموظفين التابعين لشركة زادكو. ومركز ترفيه وخدمات فرعية أخرى، تحوي الجزيرة مطار صغير خاص تديره شركة تطوير الحقل زاكوم 

## الجغرافية
جزيرة ذات شكل بيضوي سطحها مستوي. يبلغ طولها نحو اربع كيلومترات كما يبلغ عرضها نحو مترين وتبدأ بالارتفاع تدرّجاً في طرفها الجنوبي وتنتهي بقمة ارتفاعها 450 قدماً. وليس في الجزيرة ماء أو أشجار، لكن فيها بعض الأعشاب والشجيرات الصحراوية الصغيرة، وشواطئ الجزيرة هي صخرية ورملية

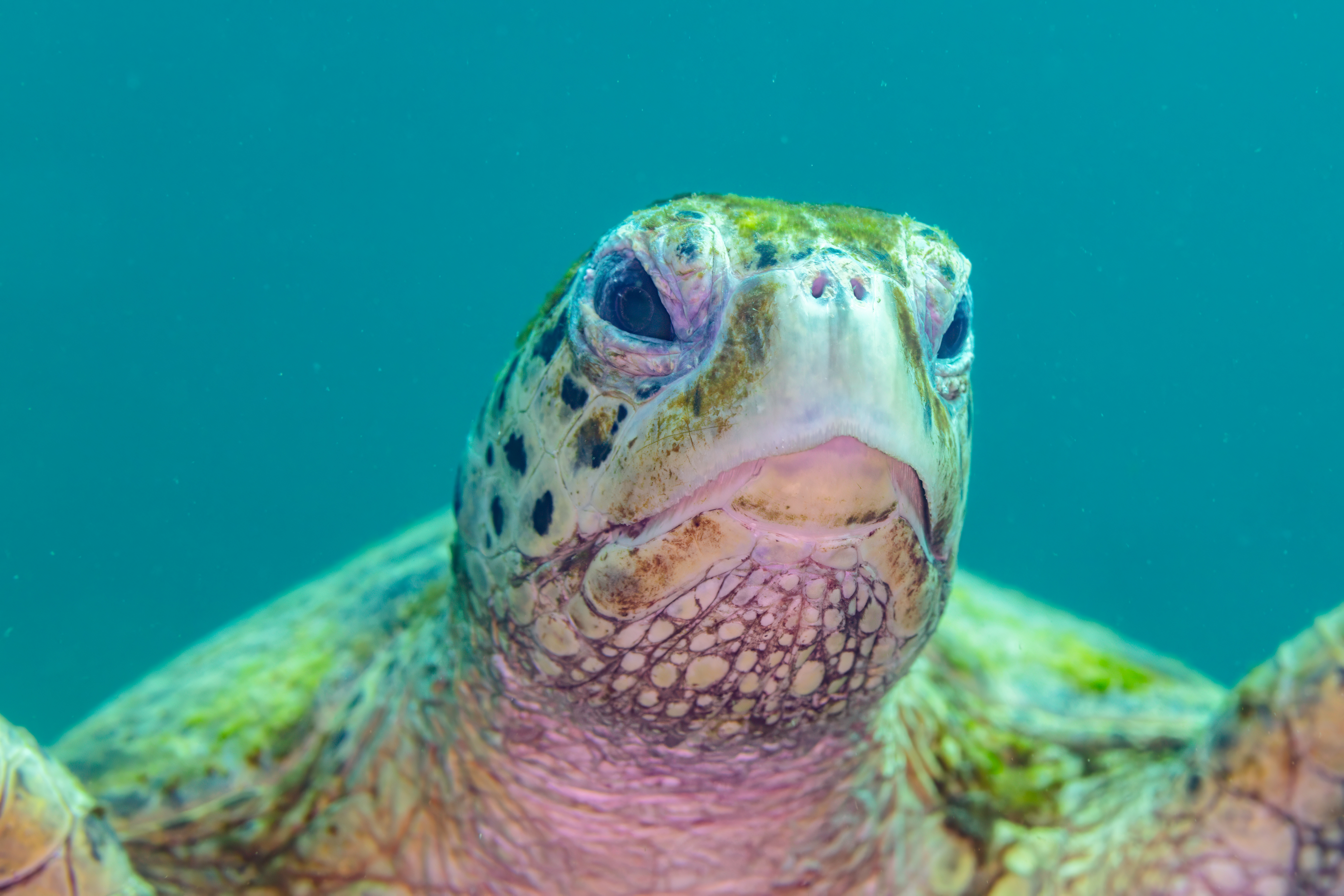
سلاحف منقار الصقر

## البيئة
تضم الجزيرة سلاحف البحرية والطيور، كما تعرف بدعم شواطئها لأعشاش سلاحف منقار الصقر الأكثر من بين جميع شواطئ التعشيش في إمارة أبوظبي. 